# Сыглынигай
Сыглынигай (устар. Сыглын-Игай) — река в России, протекает в Томской области. Устье реки находится в 21 км от устья реки Кедровки. Длина реки — 83 км, площадь водосборного бассейна — 397 км².
Притоки — Маткеева, Болотная.

## Данные водного реестра
По данным государственного водного реестра России относится к Верхнеобскому бассейновому округу, водохозяйственный участок реки — Васюган, речной подбассейн реки — Васюган. Речной бассейн реки — (Верхняя) Обь до впадения Иртыша.